# 차크도르 남걀
차크도르 남걀(Chakdor Namgyal, 1686년 ~ 1717년)은 시킴 왕국의 제3대 군주(재위: 1700년 ~ 1717년)이다. 텐숭 남걀의 아들이자 규르메드 남걀의 아버지이다.
| 전임 텐숭 남걀 | 제3대 시킴 왕국의 군주 1700년 ~ 1717년 | 후임 규르메드 남걀 |